# Aladdin (Atterberg)
Aladdin, op. 43, és una òpera en tres actes composta per Kurt Atterberg sobre un llibret en suec de Bruno Hardt-Warden i Ignaz Michael Welleminsky, basat en Aladí i la llàntia meravellosa. Es va estrenar el 18 de març de 1941 al Royal Swedish Opera d'Estocolm.